# Ruth Wilsonová
Ruth Wilsonová (* 13. ledna 1982 Ashford, Kent) je britská herečka a modelka.

## Život
Je vnučkou Alexandera Wilsona, spisovatele a agenta britské tajné služby. Vystudovala historii na Nottinghamské univerzitě a herectví na London Academy of Music and Dramatic Art. První hereckou příležitost dostala v sitcomu Suburban Shootout.
Byla jí udělena Cena Laurence Oliviera za hlavní roli ve hře Anna Christie a vedlejší roli v Tramvaji do stanice Touha. V roce 2014 obdržela Zlatý glóbus za nejlepší ženský herecký výkon v seriálu (drama) za roli Alison Baileyové v seriálu The Affair. V londýnském Národním divadle hrála titulní roli Hedy Gablerové. Byla dvakrát nominována na cenu Tony: v roce 2015 za ztvárnění Marianne ve hře Nicka Payna Paralelní vesmíry a v roce 2017 za dvojroli šaška a Kordélie v inscenaci Krále Leara v broadwayském Cort Theatre. Produkovala historický seriál Mrs Wilson, v němž hrála roli vlastní babičky.
V roce 2021 jí byl udělen Řád britského impéria.

## Filmografie
- 2006 Osudová láska Jany Eyrové (oriig. Jane Eyre)
- 2006 Suburban Shootout
- 2007 Get Off My Land
- 2007 Taková jsem byla (orig. Capturing Mary)
- 2007 Slečna Marplová: Nemesis (orig. Marple: Nemesis)
- 2009 Vězeň (orig. The Prisoner)
- 2009 Small Island
- 2010 Luther (TV seriál)
- 2013 Zachraňte pana Bankse (orig. Saving Mr. Banks)
- 2013 Osamělý jezdec (org. The Lone Ranger)
- 2014 Suite Française
- 2017 Jak balit holky na mejdanech
- 2018 Malý vetřelec (orig. The Little Stranger)
- 2019 Jeho temné esence (TV seriál)
- 2022 Vražda v Londýně (orig. See How They Run)

## Ocenění a nominace
- nominace na cenu BAFTA
- nominace na Zlatý glóbus za nejlepší herečku (2007), Zlatý glóbus (2014)
- Theatre World Award (2015)